# Robert Stevens
Pour les articles homonymes, voir Stevens.
Robert Stevens (né le 2 décembre 1920 à New York et mort le 7 août 1989 à Westport (Connecticut)) était un réalisateur américain de film et de séries. 
Entre 1955-1962, il réalisa 42 épisodes de la série télévisée Alfred Hitchcock présente : Momentum diffusée la première fois le 24 juin 1956 ; Tea Time diffusée la première fois le 14 décembre 1958 ; The Greatest Monster of Them All, diffusée la première fois le 14 février 1961.
Il meurt d'une crise cardiaque lors d'un cambriolage à son domicile à 69 ans.

## Filmographie

### Cinéma
- 1957 : The Big Caper
- 1958 : Never Love a Stranger
- 1962 : Choc en retour (I thank a fool)
- 1963 : Dans la douceur du jour (In the Cool of the Day)
- 1969 : Change of Mind

### Télévision
- 1956 : Alfred Hitchcock présente (épisode : Momentum)
- 1957 : Climax! (épisode : A Matter of Life and Death
- 1958 - 1961 : Alfred Hitchcock présente : 
  - (épisode : Tea Time)
  - (épisode : The Greatest Monster of Them All)
- 1959 : La Quatrième Dimension :
  - (épisode : Walking Distance)
  - (saison 1, épisode 01 : Solitude)
- 1987 : Histoires fantastiques (Amazing Stories)

## Récompense
- Emmy Awards 1958 : Meilleure réalisation pour l'épisode The Glass Eye